# Championnat de la Martinique de football 2001-2002
Navigation
Saison précédente Saison suivante
La saison 2001-2002 du Championnat de la Martinique de football est la quatre-vingt-troisième édition de la première division en Martinique, nommée Régionale 1. Les quatorze formations de l'élite sont réunies au sein d'une poule unique où elles s'affrontent deux fois au cours de la saison. Les quatre derniers du classement sont relégués et remplacés par les quatre meilleurs clubs de Régionale 2 à l'issue de la saison.
C'est le Club franciscain, triple tenant du titre, qui remporte à nouveau la compétition après avoir terminé en tête du classement final, avec sept points d’avance sur l'Union sportive du Robert et dix-neuf sur le Racing Club de Rivière-Pilote. Il s’agit du huitième titre de champion de Martinique de l'histoire du club, qui réussit même le doublé en s'imposant en finale de la Coupe de la Martinique face au RC Rivière-Pilote.

## Qualifications continentales
Le champion de Martinique et son dauphin se qualifient pour la CFU Club Championship 2002.

## Les clubs participants
- Club franciscain
- Club sportif Case-Pilote
- New Club
- Golden Star de Fort-de-France
- Samaritaine de Sainte-Marie
- Racing Club de Rivière-Pilote
- RC Saint-Joseph
- RC Lorrain
- Assaut de Saint-Pierre
- Union sportive du Robert
- Emulation Schoelcher - Promu de Régionale 2
- Club Peléen - Promu de Régionale 2
- US Ducos Durivage - Promu de Régionale 2
- Stade Spiritain - Promu de Régionale 2

## Compétition
Le barème de points servant à établir le classement se décompose ainsi :
- Victoire : 4 points
- Match nul : 2 points
- Défaite : 1 point

### Classement
| Rang | Équipe                        | Pts | J  | G  | N  | P  | Bp | Bc | Diff |
| ---- | ----------------------------- | --- | -- | -- | -- | -- | -- | -- | ---- |
| 1    | Club franciscain'T'C          | 85  | 26 | 18 | 5  | 3  | 64 | 30 | +34  |
| 2    | Union sportive du Robert      | 78  | 26 | 15 | 7  | 4  | 43 | 23 | +20  |
| 3    | Racing Club de Rivière-Pilote | 66  | 26 | 10 | 10 | 6  | 37 | 28 | +9   |
| 4    | Samaritaine de Sainte-Marie   | 64  | 26 | 9  | 11 | 6  | 53 | 36 | +17  |
| 5    | Club sportif Case-Pilote      | 63  | 26 | 9  | 10 | 7  | 46 | 36 | +10  |
| 6    | Golden Star de Fort-de-France | 63  | 26 | 9  | 10 | 7  | 46 | 39 | +7   |
| 7    | Assaut de Saint-Pierre        | 63  | 26 | 9  | 10 | 7  | 34 | 28 | +6   |
| 8    | Club PeléenP                  | 62  | 26 | 10 | 6  | 10 | 33 | 34 | -1   |
| 9    | New Club                      | 62  | 26 | 10 | 6  | 10 | 32 | 35 | -3   |
| 10   | Stade SpiritainP              | 62  | 26 | 10 | 6  | 10 | 29 | 35 | -6   |
| 11   | RC Lorrain                    | 58  | 26 | 8  | 8  | 10 | 40 | 43 | -3   |
| 12   | RC Saint-Joseph               | 52  | 26 | 6  | 8  | 12 | 19 | 36 | -17  |
| 13   | Emulation SchoelcherP         | 42  | 26 | 3  | 7  | 16 | 16 | 35 | -19  |
| 14   | US Ducos DurivageP            | 37  | 26 | 3  | 2  | 21 | 19 | 73 | -54  |

|  | Qualification pour la CFU Club Championship 2002                                        |
|  | Relégation en deuxième division                                                         |
|  | T : Tenant du titre C : Vainqueur de la Coupe de la Martinique P : Promu de Régionale 2 |

## Bilan de la saison
| Championnat de la Martinique de football 2001-2002 |                             |
| Champion                                           | Club franciscain (8e titre) |
| Coupes et trophées                                 |                             |
| Vainqueur de la Coupe de la Martinique 2001-2002   | Club franciscain            |
| Qualifications continentales                       |                             |
| CFU Club Championship 2002                         | Club franciscain            |
| CFU Club Championship 2002                         | Union sportive du Robert    |
| Promotions et relégations                          |                             |
| Promus en Régionale 1                              | Aiglon du Lamentin          |
| Promus en Régionale 1                              | Réveil Sportif Gros-Morne   |
| Promus en Régionale 1                              | Eclair de Rivière Salée     |
| Promus en Régionale 1                              | New Star Ducos              |
| Relégués en Régionale 2                            | RC Lorrain                  |
| Relégués en Régionale 2                            | RC Saint-Joseph             |
| Relégués en Régionale 2                            | US Ducos Durivage           |
| Relégués en Régionale 2                            | Emulation Schoelcher        |